# Pictor A
Pictor A è una radiogalassia situata nella costellazione del Pittore alla distanza di circa 480 milioni di anni luce dalla Terra. Al centro della galassia è situato un buco nero supermassiccio.
Questa galassia è stata studiata sia dal telescopio spaziale Chandra che dal telescopio spaziale XMM nello spettro dei raggi X e dal Australia Telescope Compact Array nelle onde radio.
Dal buco nero supermassiccio fuoriescono due getti contrapposti di particelle, che viaggiano a velocità relativistiche, i cui fasci si estendono per circa 300.000 anni luce, cioè quasi tre volte le dimensioni della nostra Via Lattea. Uno dei due fasci appare più evidente perché orientato sulla nostra linea di osservazione, mentre l'altro fascio (detto controgetto) sembra più debole perché in allontanamento rispetto alla nostra posizione. I due fasci creano inoltre due gigantesci radiolobi prodotti dai gas sospinti verso lo spazio esterno dalle particelle accelerate.
L'emissione di raggi X probabilmente avviene nell'ambito di un fenomeno definito emissione di sincrotrone nel quale gli elettroni si muovono vorticosamente, attraverso il fascio, in un moto a spirale lungo linee di campo magnetico. Ma in questo movimento lungo il getto gli elettroni devono essere continuamente accelerati, con un meccanismo che al momento resta ignoto.

## Galleria d'immagini

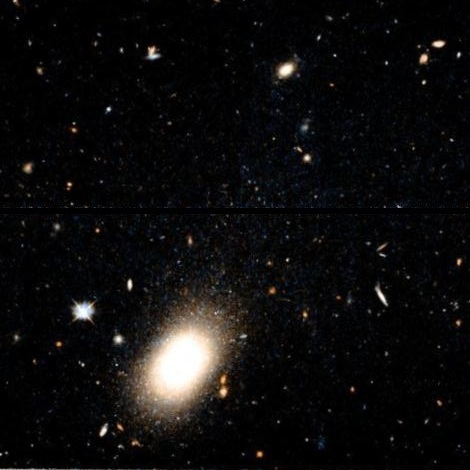
Pictor A (Hubble Legacy Archive)
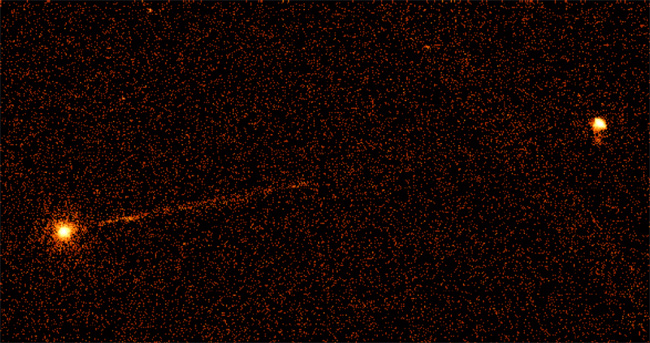
I due getti di particelle emessi dal centro di Pictor A (Chandra X-ray Observatory)